# Joseph Franklin Rutherford
Joseph Franklin Rutherford (8. januar 1869, Morgan County, Missouri - 8. november 1942, San Diego Californien) var den anden præsident af Vagttårnets Bibel- og Traktatselskab, som er Jehovas Vidners officielle kirkeorganisation.
Han blev valgt den 6. januar 1917 efter Charles Taze Russell (selskabets første præsident) døde den 31. oktober 1916. Han havde været selskabets jurist i årevis.
I 1918 blev Rutherford og seks andre lukket bag tremmer fordi organisationen "skabte splid" ved anti-krigs-udtalelser i bogen The Finished Mystery. I 1919 blev alle dog løsladt igen på grund af falske anklager.
Fordi han lavede organisatoriske ændringer og ændrede nogle synspunkter, opstod der splittelse i organisationen. Nogle dannede nye Bibelstudiegrupper. De mest kendte er Russeliter. Mange af de organisatoriske ændringer og ændringer i deres lære er stadig i brug af Jehovas Vidner i dag. Rutherford kaldte organisationen for et teokrati.

## Biografi

### Tidligere år
Rutherford voksede op som baptist på en lille bondegård. Da han blev 16 år gammel, blev han interesseret i jura. Han lånte penge så han kunne studere. Efter at have fuldført sin akademiske uddannelse modtog han yderligere to års oplæring under dommer E. L. Edwards. For at kunne betale sine studier gik Rutherford fra hus til hus og solgte leksika. Da han var 20 blev han officiel protokolfører i retten for fjortende retskreds i Missouri. Den 5. maj 1892 fik han sin tilladelse til at praktisere i Missouri. Senere arbejdede han i fire år som offentlig anklager i Boonville i Missouri, og derefter virkede han nu og da som dommer i særlige sager i Missouris ottende retskreds. Det var derfor han blev kendt som „dommer Rutherford“. I 1890 giftede han sig med Mary Fetzer. Malcom Rutherford, deres eneste barn, blev født på 10. november 1892.

### Jurist
Rutherford arbejdede to år som studerende ved en domstol og blev hoffets stenograf i 20-årsalderen. I maj 1892 blev han ansat ved domstolen i Missouri da han var toogtyve år. Han blev sagfører ved et advokatkontor, og arbejdede senere fire år som anklager i Boonville. Han førte kampagne for præsidentkandidat William Jennings Bryan. Ved enkelte lejligheder tjente han som vikardommer. Siden da kaldte han sig "Judge (Dommer) Rutherford".

## Vagttårnets Bibel- og Traktatselskab
Joseph Rutherford købte i 1894 tre deler af Russells Millennial Dawn-serie. („Millenniets Daggry“) I denne periode mente han at alle religioner var uoprigtige, tomme og hykleriske. Russells oprigtighed og følelser for religion rørte Josephs hjerte fordi han kunne genkende sine egen tankegang i budskabet.
Tolv år senere blev han døbt og begyndte sammen med sin kone at holde bibelklasser i deres hjem. I 1907 blev han juridisk rådgiver for Vagttårnets Bibel- og Traktatselskab og behandlede selskabets sager. Omkring samme tid begyndte han også at holde foredrag som talsmand for Vagttårnsselskabet. Da Russells sundhed blev dårligere, repræsenterede Rutherford ham på sine rejser til Europa.
I 1915 skrev han et løbeseddel der havde A Great Battle in the Ecclesiastical Heavens som overskrift, som Russels forsvar.

### Eksekutivrådet
I 1916 var Rutherford en af de syv bestyrelsesmedlemmer af Vagttårnets Selskab. På 31. oktober 1916 døde Russell, hvorefter Rutherford, vicepræsident Alfred I. Ritchie og sekretærkasserer William E. Van Amburgh blev valgt til at styre selskabet indtil januar 1917 hvor, ved årsmødet, en ny præsident ville blive valgt. Fra udgaven 15. december 1916 af The Watch Tower blev han også medlem af udgiverudvalget i overensstemmelse med Russells testamente.

## Præsident
Den 6. januar 1917 blev Rutherford (47 år) valgt som præsident for Watch Tower Bible and Tract Society of Pennsylvania. Den 17. juli 1917 havde Rutherford dannet et ny råd som vedtog en resolution hvori de helhjertet gav udtryk for at støtte præsidenten.
Nogle særlige ændringer der blev gennemført under Rutherfords ledelse
- 1920: Man begyndte systematisk at rapportere timerne, antallet af solgt litteratur, etcetera.[19]
- 1922: Alle Bibelstudenterne blev opfordret til at deltage i forkyndelsen fra hus til hus. Bladet Bulletin (nu Rigets Tjeneste), der indeholdt anvisninger for forkyndelsen, begyndte at udkomme en gang om måneden.[20]
- 1925: Det blev klart at der findes to særskilte, modstridende organisationer — Jehovas og Satans.[20]
- 1927: Man begyndte regelmæssigt at forkynde fra hus til hus om søndagen; bøger og brochurer blev tilbudt mod et bidrag.[20]
- 1931: Bibelstudenterne antog navnet Jehovas Vidner. Hermed blev de adskilt fra de andre grupper, og fik de deres identitet som Tjenere af Jehova.[20]
- 1935: Man forstod at ’den store skare’ der omtales i Åbenbaringen 7:9-15, er en skare der har håb om liv på jorden.[20]
- 1935: Mødesteder blev kaldt for Kingdom Hall of Jehovah's Witnesses (dansk Jehovas Vidners Rigssal).[21]
- 1936: Bogen Rigdom, udgivet af Vagttårnets Selskab, gjorde det klart at Jesus Kristus ikke blev henrettet på et kors, men på en opretstående pæl eller stolpe.[22] Ifølge én bibelordbog betegner det græske ord (stauros′) der i de fleste bibler gengives med kors, „først og fremmest en opretstående pæl eller stolpe. [Det] skal egentlig skelnes fra den kirkelige brug af korset som en lodret pæl med en vandret tværbjælke ...  Denne form stammer fra oldtidens Kaldæa og blev brugt som symbol på guden Tammuz.“ Det redskab hvorpå Jesus blev pælfæstet bør betragtes med afsky og ikke gøres til et afgudssymbol.[23]
- 1937: Brochuren Model-Studium nr. 1 udkom til brug ved hjemmebibelstudier.[20]
- 1939: Den første årlige kampagne med abonnement på Vagttårnet fandt sted; over 93.000 nye abonnementer blev tegnet.[20]
- 1940: Gadearbejde med bladene begyndte.[20]
- 1941: Det blev klart at retmæssigheden af Jehovas universelle suverænitet er det vigtigste stridsspørgsmål Satan har rejst.[20]
- Den offentlige forkyndelse blev efterhånden udvidet med forskellige andre grene, deriblandt genbesøgsarbejdet og bibelstudiearbejdet.[20]
- Russel havde markeret året 1914 som året hvor Jesus' genkomst skulle ske. Rutherford bekræftede dette senere. 1914 anses for at være året hvor Jesus begyndte at regere over Jehovas organisation.
- Rutherford formulerede det nuværende koncept, som Jehovas Vidner har om Harmagedon som Guds krig mod de onde og genindførte troen på, at Kristi tusindårige regeringstid snart ville komme.
- helligdage som Jul, Påske og Fødselsdage blev afskaffet og man måtte ikke hilse på de nationale flagdage og synge Nationalsange.

### Forfatter
Rutherford færdiggjorde i 1918 Russells serie Studier i Skriften (Bind 7). Herefter skrev han selv 21 bøger:
| - 1918: The Revelation of Jesus Christ—According to the Sinaitic Text (engelsk) (Jesu Kristi åbenbarelse — ifølge den sinaitiske bibeltekst) - 1921: Guds Harpe - 1923: Guds Verdensplan - 1924: The Way to Paradise (engelsk) (Vejen til Paradiset) - 1925: Comfort for the Jews (engelsk) (Trøst til jøderne) - 1926: Verdensbefrielsen - 1927: Skabelsen | - 1928: Forligelse - 1928: Regering - 1929: Liv - 1929: Profetierne - 1930: Lys (2 Bind) - 1931: Det store Opgør (3 Bind) - 1932: Beskyttelse | - 1933: Krigsforberedelser - 1934: Jehova - 1936: Rigdom - 1937: Fjender - 1939: Frelse - 1940: Religion - 1941: Børn |

I 1942 oplyste Vagttårnsselskabet at cirka 400 millioner af Rutherfords bøger og brochurer var solgt. I hans 25 år som præsident, voksede antallet af medlemmer fra cirka 19.000 til 115.240 medlemmer.
Rutherford døde den 8. januar 1942 i en alder af tooghalvfjerds år på grund af tarmkræft. Nathan Homer Knorr blev herefter selskabets tredje præsident.
Rutherfords begravelse blev tre og en halv måned forsinket på grund af juridiske procedurer fordi Rutherford havde ønsket at blive begravet på "Beth Sarim". "Beth Sarim" var ikke et officielt begravelsessted. Efter en tabt retssag, hvor 14.000 underskrifter blev afleveret, blev han begravet på Staten Island.